# Ricardo Garcia
Pour les articles homonymes, voir Ricardo García (homonymie) et García.
Ricardo Garcia est un joueur brésilien de volley-ball né le 19 novembre 1975 à Maringá (Paraná). Il mesure 1,91 m et joue passeur. Il totalise 300 sélections en équipe du Brésil.

## Clubs
| Club                 | Pays   | De        | À         |
| -------------------- | ------ | --------- | --------- |
| Minas Belo Horizonte | Brésil | 2003-2004 | 2003-2004 |
| Pallavolo Modène     | Italie | 2004-2005 | 2007-2008 |
| Sisley Trevise       | Italie | 2008-2009 | ...       |

## Palmarès
- Jeux olympiques (1)
  - Vainqueur : 2004
- Championnat du monde (2)
  - Vainqueur : 2002, 2006
- Ligue mondiale (6)
  - Vainqueur : 2001, 2003, 2004, 2005, 2006, 2007
  - Finaliste : 2002
- Coupe du Monde (1)
  - Vainqueur : 2003
- World Grand Champions Cup (2)
  - Vainqueur : 1997, 2005
- Championnat d'Amérique du Sud (4)
  - Vainqueur : 1997, 1999, 2001, 2003
- Copa America (3)
  - Vainqueur : 1998, 1999, 2001